# Улица Василия Тарновского
Улица Василия Тарновского (до 2022 года — улица Пушкина) (укр. Вулиця Василя Тарновського) — улица в Деснянском районе города Чернигова. Пролегает от улицы Преображенская до улицы Коцюбинского, исторически сложившаяся местность (район) Предградье.
Примыкают улицы Святониколаевская, Воздвиженская (Родимцева), Шевченко, Гетмана Полуботка.

## История
Прежние названия улицы: Лоевская — здесь была дорога от Михайловских ворот в направлении Лоевского замка; Вал — улица тянулась вдоль оборонительного вала Детинца; 3-я Набережная — улица проложена вдоль реки Стрижень. 
Набережная улица была обозначена на «Плане города Чернигова» 1908 года. На улице были расположены мужское приходское городское училище, женское приходское городское училище, 2-я полицейская часть (между современными Родимцева и Шевченко, по стороне Марьиной рощи). 
В 1927 году 3-я Набережная улица переименована на улица Пушкина — в честь русского поэта Александра Сергеевича Пушкина.
До 1927 года кроме индивидуальных домов на улице было расположено свободное пожарное общество, в 1930-е годы — райком партии и ряд учреждений Черниговского района, 4 небольшие промышленные предприятия: макаронная фабрика, лозопарильный и лесопильный заводы, механическая пекарня (1938 год). 
В период Великой Отечественной войны предприятия были разрушены, большинство домов сожжены. После Великой Отечественной войны среди предприятий была отстроена только механическая пекарня (дом № 24), построены индивидуальные дома, позже — квартал многоэтажной жилой застройки (9-этажные дома) и Отдел регистрации актов гражданского состояния (1988 год).
После вхождения в черту города Чернигова села Бобровица в декабре 1973 года, появилась ещё одна улица Пушкина, которая в апреле 1974 года была переименована на улицу Радищева.
В 2021 году на углу с улицей Гетмана Полуботка был введён в эксплуатацию 8-этажный кирпичный Г-образный в плане дом (ЖК «Арт-Хаус»), построенный на месте зелёной зоны и одноэтажных кирпичных домов (№№ 36 и 36А улицы Гетмана Полуботка).
С целью проведения политики очищения городского пространства от топонимов, которые возвеличивают, увековечивают, пропагандируют или символизируют Российскую Федерацию и Республику Беларусь, 1 августа 2022 года улица получила современное название — в честь украинского общественного и культурного деятеля, уроженца Черниговщины Василия Васильевича Тарновского младшего, согласно Решению Черниговского городского совета № 19/VIII-6 «Про переименование улиц в городе Чернигове» («Про перейменування вулиць у м. Чернігові»).

## Застройка
Улица пролегает в северо-западном направлении, после примыкания улицы Шевченко — также, но с более западным уклоном. 
Непарная сторона улицы занята территорией Городского дорожного управления (между индивидуальными домами и рекой Стрижень), усадебной застройкой, при примыкании улицы Шевченко: городским лесопарком Марьина роща и территорией Отдела регистрации актов гражданского состояния. Парная сторона улицы занята усадебной застройкой, затем сменяется жилыми (5-этажный и 2-этажный дома), офисными (7-этажный дом № 16) и промышленными (Механическая пекарня) зданиями и территориями, конец улицы (после примыкания улицы Гетмана Полуботка) — кварталом многоэтажной жилой застройки (9-этажные дома).
Дорожное движение: от начала до примыкания улицы Шевченко — двухстороннее, между улицами Шевченко и Гетмана Полуботка — одностороннее (в направлении Гетмана Полуботка), после примыкания улицы Гетмана Полуботка и до конца — одностороннее (в направлении Гетмана Полуботка). 
- До примыкания Святониколаевской улицы
слева дома №№ 2, 4
- До примыкания улицы Шевченко
слева дом № 14/18
- Отдел регистрации актов гражданского состояния
- Перекрёсток с улицей Шевченко

Учреждения:
1. дом № 1 — Городское дорожное управление
2. дом № 15 — Отдел регистрации актов гражданского состояния
3. дом № 24 — Механическая пекарня «Черниговский хлебокомбинат»

Есть ряд значимых и рядовых исторических зданий, что не являются памятниками архитектуры или истории: усадебные дома №№ 2, 4, 21, 23/21; 2-этажный жилой дом № 14/18.